# Жидкие кристаллы

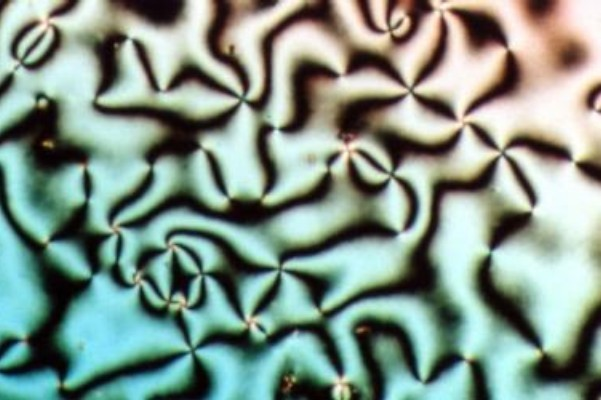
Шлирен-текстура нематического жидкого кристалла, наблюдаемая при помещении его между двумя поляроидами, например в оптическом поляризационном микроскопе

Жи́дкие криста́ллы (сокращённо ЖК; англ. liquid crystals) — это фазовое состояние, в которое переходят некоторые вещества при определённых условиях (температура, давление, концентрация в растворе). Жидкие кристаллы обладают одновременно свойствами как жидкостей (текучесть), так и кристаллов (анизотропия).
По структуре ЖК представляют собой вязкие жидкости, состоящие из молекул вытянутой или дискообразной формы, определённым образом упорядоченных во всём объёме этой жидкости. Наиболее характерным свойством ЖК является их способность изменять ориентацию молекул под воздействием электрических полей, что открывает широкие возможности для применения их в промышленности. По типу ЖК обычно разделяют на две большие группы: нематики и смектики. В свою очередь нематики подразделяются на собственно нематические и холестерические жидкие кристаллы.

## История открытия жидких кристаллов
Жидкие кристаллы открыл в 1888 году австрийский ботаник Фридрих  Рейнитцер. Он обратил внимание, что у кристаллов холестерилбензоата и холестерилацетата было две точки плавления и, соответственно, два разных жидких состояния — мутное и прозрачное. Само название «жидкие кристаллы» придумал Отто Леманн в 1904 году. Однако учёные не обратили особого внимания на необычные свойства этих жидкостей.
Долгое время физики и химики в принципе не признавали жидких кристаллов, потому что их существование разрушало теорию о трёх состояниях вещества: твёрдом, жидком и газообразном. Учёные относили жидкие кристаллы то к коллоидным растворам, то к эмульсиям.
Научное доказательство было предоставлено профессором университета Карлсруэ Отто Леманом после многолетних исследований, но даже после появления в 1904 году написанной им книги «Жидкие кристаллы» открытию не нашлось применения.
Фундаментальный вклад в физику жидких кристаллов внёс советский учёный В. К. Фредерикс.
Первое практическое применение жидких кристаллов произошло в 1936 году, когда компания Marconi Wireless Telegraph запатентовала свой электро-оптический световой клапан.
В 1963 г. американец Дж. Фергасон (англ. James Fergason) использовал важнейшее свойство жидких кристаллов — изменять цвет под воздействием температуры — для обнаружения невидимых простым глазом неоднородно нагретых участков поверхности. После того, как ему выдали патент на изобретение (U.S. Patent 3 114 836), интерес к жидким кристаллам резко возрос.
В 1965 г. в США собралась Первая международная конференция, посвящённая жидким кристаллам. В 1968 г. американские учёные создали принципиально новые индикаторы для систем отображения информации. Принцип их действия основан на том, что молекулы жидких кристаллов, поворачиваясь в электрическом поле, по-разному отражают и пропускают свет. Под воздействием напряжения, которое подавали на проводники, впаянные в экран, на нём возникало изображение, состоящее из микроскопических точек. И всё же только после 1973 г., когда группа английских химиков под руководством Джорджа Грея получила жидкие кристаллы из относительно дешёвого и доступного сырья, эти вещества получили широкое распространение в разнообразных устройствах.

## Группы жидких кристаллов
По своим общим свойствам ЖК можно разделить на две большие группы:
1. Термотропные ЖК, образующиеся в результате нагревания твёрдого вещества и существующие в определённом интервале температур и давлений.
2. Лиотропные ЖК, которые представляют собой двух- или более компонентные системы, образующиеся из стержневидных молекул данного вещества и воды (или других полярных растворителей).

Термодинамическими фазами вещества являются только термотропные ЖК, так как лиотропные ЖК дисперсные системы (раствор амфифильных веществ в воде).

### Лиотропные ЖК
Стержневидные молекулы, из которых состоят ЖК, имеют на одном конце полярную группу, а большая часть стержня представляет собой гибкую гидрофобную углеводородную цепь. Такие вещества называются амфифилами (амфи — по-гречески означает «с двух концов», филос — «любящий», «благорасположенный»). Примером амфифилов могут служить фосфолипиды.
Амфифильные молекулы, как правило, плохо растворяются в воде, склонны образовывать агрегаты таким образом, что их полярные группы на границе раздела фаз направлены к жидкой фазе. При низких температурах смешивание жидкого амфифила с водой приводит к расслоению системы на две фазы. Одним из вариантов амфифилов со сложной структурой может служить система мыло-вода. Здесь имеется алифатический анион {\displaystyle {\ce {CH3-(CH2)_{n-2}-CO2{}^-}}} (где {\displaystyle n} ~ 12-20) и положительный ион {\displaystyle {\ce {Na+, K+, NH4+}}} и др. Полярная группа {\displaystyle {\ce {CO2-}}} стремится к тесному контакту с молекулами воды, тогда как неполярная группа (алифатическая цепь) избегает контакта с водой. Это явление типично для амфифилов.
Характеристики многих электрооптических устройств, работающих на лиотропных жидких кристаллах, определяются анизотропией их электропроводности, которая, в свою очередь, связана с анизотропией электронной поляризуемости. Для некоторых веществ вследствие анизотропии свойств ЖК удельная электропроводность изменяет свой знак. Например, для н-октилоксибензойной кислоты она проходит через ноль при температуре 146 °C, и связывают это со структурными особенностями мезофазы и с поляризуемостью молекул.

### Термотропные ЖК

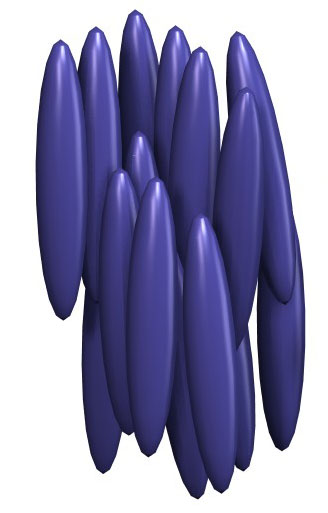
Схематическое изображение нематического жидкого кристалла.

Молекулы, которые образуют фазы жидких кристаллов, называют мезогенами. В ЖК есть характерная ориентация дипольных молекул в определённом направлении, которое определяется единичным вектором — так называемым «директором».
Термотропные ЖК подразделяются на четыре больших класса (Схематично характер упорядоченности ЖК названных типов представлен на рисунках):
1. Нематические жидкие кристаллы. В этих кристаллах отсутствует дальний порядок в расположении центров тяжести молекул, у них нет слоистой структуры, их молекулы скользят непрерывно в направлении своих длинных осей, вращаясь вокруг них, но при этом сохраняют ориентационный порядок: длинные оси направлены вдоль одного преимущественного направления. Они ведут себя подобно обычным жидкостям. Нематические фазы встречаются только в таких веществах, у молекул которых нет различия между правой и левой формами, их молекулы тождественны своему зеркальному изображению (ахиральны). Ориентация молекул нематической фазы, как правило, совпадает с направлением наибольшей проводимости. Примером вещества, образующего нематический ЖК, может служить {\displaystyle {\ce {N}}}-(пара-метоксибензилиден)-пара-бутиланилин. Схематическое изображение жидкого кристалла в смектической фазе

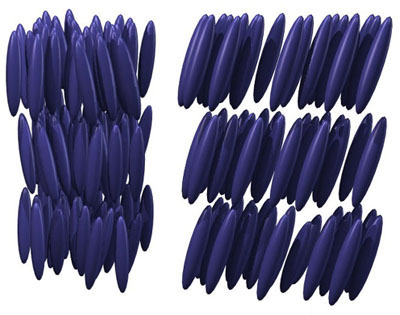
Схематическое изображение жидкого кристалла в смектической фазе

2. Смектические жидкие кристаллы имеют слоистую структуру, слои могут перемещаться относительно друг друга. Толщина смектического слоя определяется длиной молекул (преимущественно, длиной парафинового «хвоста»), однако вязкость смектиков значительно выше, чем у нематиков, и плотность по нормали к поверхности слоя может сильно меняться. Типичным является терефтал-бис (пара-бутиланилин).
3. Холестерические жидкие кристаллы — образуются, в основном, соединениями холестерина и других стероидов. Это нематические ЖК, но их длинные оси повёрнуты друг относительно друга так, что они образуют спирали, очень чувствительные к изменению температуры вследствие чрезвычайно малой энергии образования этой структуры (порядка 0,01 Дж/моль). В качестве типичного холестерика можно назвать амил-пара-(4-цианобензилиденамино)-циннамат. Холестерики ярко окрашены, и малейшее изменение температуры (до тысячных долей градуса) приводит к изменению шага спирали и, соответственно, к изменению окраски ЖК.
4. Колончатые жидкие кристаллы — Мезогены упорядочны в колонны, которые образуют упорядочные структуры. Часто их называют «жидкими нитями», вдоль которых молекулы обладают трансляционными степенями свободы. Этот класс соединений был предсказан академиком Л. Д. Ландау, а открыт лишь в 1977 Чандрасекаром.

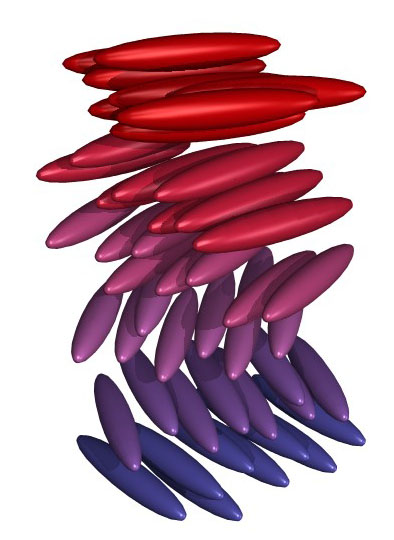
Схематическое изображение холестерического жидкого кристалла.

У ЖК необычные оптические свойства. Нематики и смектики — оптически одноосные кристаллы. Холестерики, вследствие периодического строения, сильно отражают свет в видимой области спектра. Поскольку в нематиках и холестериках носителями свойств является жидкая фаза, то она легко деформируется под влиянием внешнего воздействия, а так как шаг спирали в холестериках очень чувствителен к температуре, то, следовательно, и отражение света резко меняется с температурой, приводя к изменению цвета вещества. Эти явления широко используются в различных приложениях, например, для нахождения горячих точек в микроцепях, локализации переломов и опухолей у человека, визуализации изображения в инфракрасных лучах и др.
На феноменологическом уровне деформации жидкого кристалла, как правило, описываются при помощи плотности свободной энергии Франка — Озеена.

## Применение жидких кристаллов

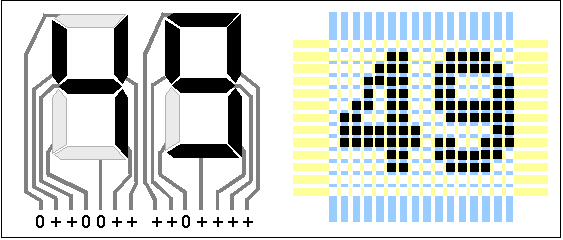
Сегментный (слева) и точечный (справа) ЖК-дисплей.

Одно из важных направлений использования жидких кристаллов — термография. Подбирая состав жидкокристаллического вещества, создают индикаторы для разных диапазонов температуры и для различных конструкций. Например, жидкие кристаллы в виде плёнки наносят на транзисторы, интегральные схемы и печатные платы электронных схем. Неисправные элементы — сильно нагретые или холодные, неработающие — сразу заметны по ярким цветовым пятнам. Новые возможности получили врачи: жидкокристаллический индикатор на коже больного быстро диагностирует скрытое воспаление и даже опухоль.
С помощью жидких кристаллов обнаруживают пары́ вредных химических соединений и опасные для здоровья человека гамма- и ультрафиолетовое излучения. На основе жидких кристаллов созданы измерители давления, детекторы ультразвука.
Но самая многообещающая область применения жидкокристаллических веществ — информационная техника: от первых индикаторов, знакомых всем по электронным часам и микрокалькуляторам, до цветных телевизоров, телефонов, планшетов, ноутбуков и компьютерных мониторов с жидкокристаллическим экраном. Такие телевизоры дают изображение весьма высокого качества, потребляя меньшее количество энергии по сравнению с телевизорами на электронно-лучевых трубках. В жидкокристаллических дисплеях используется переход Фредерикса, открытый ещё в 1927 году.
М. Г. Томилин предложил использовать жидкие кристаллы в двухступенчатых фотографических технологиях, для сохранения изображений, регистрация внешних воздействий при этом происходит в мезофазе, а хранение — в твердокристаллическом состоянии.
Жидкие кристаллы применяются в производстве «умного стекла», способного изменять коэффициент светопропускания.

## Производство
Основным производителем жидких кристаллов является немецкая компания Mеrck. Она обеспечивает больше половины мирового спроса на составляющие ЖК-экранов. Она получила золотую медаль ежегодной премии Ассоциации разработчиков и производителей информационных дисплеев SID-2015 (Society for Information Displays) в номинации «Комплектующие для дисплеев» за разработку инновационной технологии производства жидких кристаллов UB-FFS.

### На русском
- Жданов С. И. Жидкие кристаллы. — М.: Химия, 1979. — 328 с.
- Чандрасекар С.  Жидкие кристаллы. — М.: Мир, 1980. — 344 с.
- Пикин С. А.  Структурные превращения в жидких кристаллах. — М.: Наука, 1981. — 336 с.
- Пикин С. А., Блинов Л. М. Жидкие кристаллы / Под ред. Л. Г. Асламазова. — М.: Наука, 1982. — 208 с. — (Библиотечка «Квант». Вып. 20). — 150 000 экз.
- Сонин А. С. Введение в физику жидких кристаллов. — М.: Наука, 1983. — 320 с.
- Сонин А. С. Дорога длиною в век: Из истории открытия и исследования жидких кристаллов. — М.: Наука, 1988. — 224 с. — ISBN 5-02-000084-1.
- Анисимов М. А. Критические явления в жидкостях и жидких кристаллах. — М.: Наука, 1987. — 272 с.
- Ландау Л. Д., Лифшиц Е. М. Механика жидких кристаллов // Теория упругости. — М.: Наука, 2003. — С. 264.
- Клеман М., Лаврентович О. Д. Основы физики частично упорядоченных сред. — М.: ФИЗМАТЛИТ, 2007. — 680 с.
- Воронов В. К., Подоплелов А. В. Физика на переломе тысячелетий: конденсированное состояние. — М.: ЛКИ, 2012. — С. 336. — ISBN 978-5-382-01365-7.
- Блинов Л. М. Жидкие кристаллы: Структура и свойства. — М.: Книжный дом «ЛИБРОКОМ», 2013. — 480 с.

### На английском
- de Gennes P. G., Prost J. The Physics of Liquid Crystals. 2nd Edition — Clarendon Press, Oxford, 1993
- Blinov L. M., Chigrinov V. G. Electrooptic Effects in Liquid Crystal Materials. — Springer, 1994
- Kats E. I., Lebedev V. V. Fluctuational Effects in the Dynamics of Liquid Crystals. — Springer, 1994